# Antti Rinne
Antti Juhani Rinne, finski politik in pravnik, * 3. november 1962, Helsinki.
Rinne je bil predsednik finske vlade.

## Politična kariera
Po diplomi na Univerzi v Helsinkih, je bil med letoma 2002 do 2005 predsednik Zveze strokovnjakov zasebnega sektorja (ERTO), vse več se je ukvarjal s sindikalnimi dejavnostmi. 9. maja 2014 je postal vodja finske social-demokratske stranke. 6. junija 2014 je bil imenovan na mesto finančnega ministra, ob enem pa je zasedel tudi mesto podpredsednika v vladah Jyrkija Katainena ter Alexandra Stubba. 

### Predsednik vlade Finske
Na parlamentarnih volitvah 2019 je stranko popeljal do zmage, ter dosegel 40 poslanskih mest. 6. junija 2019 je bil imenovan na mesto predsednika vlade Finske. Kolacijo je tvoril s centralno, zeleno ter švedsko ljudsko stranko ter levim gibanjem. Mesec dni po prevzemu vlade, je Finska prevzela tudi predsedovanje Svetu Evropske unije.
5. decembra 2019 je zaradi nepodpore koalicije napovedal odstop s položaja. 10. decembra 2019 ga je nasledila Sanna Marin, ki je bila ob prevzemu funkcije najmanjša premierka na svetu.